# Karisimbi
Pour les articles homonymes, voir Karisimbi (homonymie).
Karisimbi est l'une des deux communes urbaines de la ville de Goma dans l'Est de la république démocratique du Congo. 

## Géographie
Constituée des 11 quartiers situés à l'intérieur des terres, elle s'étend parallèlement au littoral du lac. Les quartiers situés sur le rivage appartenant à la commune de Goma. Les quartiers Est de Bujovu et Kahembe sont frontaliers avec la république du Rwanda.
|                      | T. de Nyiragongo     |                   |
| Territoire de Masisi | Commune de Karisimbi | Gisenyi ( Rwanda) |
|                      | Commune de Goma      |                   |

## Histoire
Karisimbi doit son nom au mont éponyme de la chaîne des Virunga. La création de la commune intervient en mai 1989, après le démembrement en trois provinces du Kivu, et l'érection de Goma en chef-lieu provincial du Nord-Kivu.

## Administration
Entité de 228 613 électeurs recensés pour les élections de 2018, elle a le statut de commune urbaine et compte 11 conseillers municipaux en 2019.
Services
La commune de Karisimbi dispose de plusieurs services publics essentiels à son administration et à son fonctionnement. Parmi ceux-ci, on compte notamment les suivants :  
- Le Bourgmestre
- Le Bourgmestre Adjoint
- Le Chef de Bureau
- Service de l'environnement, conservations de la nature, eau et forêts
- Service du tribunal
- Service de la Police
- Service de l'IPMEA
- Service de l'économie
- Service de TP/I
- Service de l'Etat Civil
- Service du Finance et du Budget
- L'ordonnateur de Budget
- Service du Secrétariat
- Service d'hygiène[5]

## Quartiers
Elle est divisée en 11 quartiers: Kahembe, Katoyi, Majengo, Mabanga-Nord, Mabanga-Sud, Kasika, Murara, Virunga, Ndosho, Mugunga, Bujovu.

## Population
Les évolutions de la population de la commune sont recensées par l'INS Nord-Kivu et publiées par le bulletin des statistiques sociales du Nord-Kivu et les rapports annuels de la Mairie de Goma.
| 2010    | 2011    | 2012    | 2014    | 2016    | 2020    |
| ------- | ------- | ------- | ------- | ------- | ------- |
| 441 850 | 456 136 | 493 811 | 558 001 | 622 105 | 673 821 |